# شهر العسل في فيجاس
شهر العسل في فيجاس (بالإنجليزية: Honeymoon in Vegas)‏ هو فيلم كوميدي تم إنتاجه في الولايات المتحدة وصدر في سنة 1992. من بطولة جيمس كان ونيكولاس كيج وسارة جيسيكا باركر.

## الميزانية والإيرادات
بلغت تكلفة إنتاج الفيلم حوالي 25 مليون دولار بينما حقق أرباحا تقدر بـ 35208854 دولار.

## وصلات خارجية
- شهر العسل في فيجاس على موقع IMDb (الإنجليزية)
- شهر العسل في فيجاس على موقع ميتاكريتيك (الإنجليزية)
- شهر العسل في فيجاس على موقع روتن توميتوز (الإنجليزية)
- شهر العسل في فيجاس على موقع نتفليكس (الإنجليزية)
- شهر العسل في فيجاس على موقع ألو سيني (الفرنسية)
- شهر العسل في فيجاس على موقع Turner Classic Movies (الإنجليزية)
- شهر العسل في فيجاس على موقع أول موفي (الإنجليزية)
- شهر العسل في فيجاس على موقع بوكس أوفيس موجو (الإنجليزية)
- شهر العسل في فيجاس على موقع فيلمافينيتي (الإسبانية)
- شهر العسل في فيجاس على موقع قاعدة بيانات الأفلام السويدية (السويدية)